# Boxweltmeisterschaften 2005
Die Boxweltmeisterschaften 2005 wurden von der AIBA an Mianyang, Volksrepublik China vergeben. Sie fanden in der Zeit vom 13. bis zum 20. November statt.

## Medaillengewinner
| Klasse                              | Gold                              | Silber                       | Bronze                                                          |
| ----------------------------------- | --------------------------------- | ---------------------------- | --------------------------------------------------------------- |
| Halbfliegengewicht (– 48 Kilogramm) | Zhou Shiming Volksrepublik China  | Pál Bedák Ungarn             | Scheralij Dostijew Tadschikistan Birschan Schaqypow Kasachstan  |
| Fliegengewicht (– 51 Kilogramm)     | Lee Ok-sung Südkorea              | Andry Laffita Kuba           | Rau’Shee Warren Vereinigte Staaten Mirat Sarsembajew Kasachstan |
| Bantamgewicht (– 54 Kilogramm)      | Guillermo Rigondeaux Kuba         | Rustam Rahimov Deutschland   | Ali Hallab Frankreich Gary Russell junior Vereinigte Staaten    |
| Federgewicht (– 57 Kilogramm)       | Alexei Tischtschenko Russland     | Alexei Shajdulin Bulgarien   | Yuriorkis Gamboa Kuba Viorel Simion Rumänien                    |
| Leichtgewicht (– 60 Kilogramm)      | Yordenis Ugás Kuba                | Romal Amanov Aserbaidschan   | Chabib Allachwerdiew Russland Domenico Valentino Italien        |
| Halbweltergewicht (– 64 Kilogramm)  | Serik Säpijew Kasachstan          | Dilshod Mahmudov Usbekistan  | Innocente Fiss Kuba Emil Maharramow Aserbaidschan               |
| Weltergewicht (– 69 Kilogramm)      | Erislandy Lara Kuba               | Mahamed Nurudsinau Belarus   | Baqtijar Artajew Kasachstan Neil Perkins Vereinigtes Königreich |
| Mittelgewicht (– 75 Kilogramm)      | Matwei Korobow Russland           | Ismajil Sillach Ukraine      | Emilio Correa Kuba Mohamed Hikal Ägypten                        |
| Halbschwergewicht (– 81 Kilogramm)  | Jerdos Dschanabergenow Kasachstan | Marijo Šivolija Kroatien     | Oʻtkirbek Haydarov Usbekistan Artak Malumjan Armenien           |
| Schwergewicht (– 91 Kilogramm)      | Alexander Alexejew Russland       | Elchin Alisade Aserbaidschan | Jasur Mazhanov Usbekistan Alexander Powernow Deutschland        |
| Superschwergewicht (+ 91 Kilogramm) | Odlanier Solís Kuba               | Roman Romantschuk Russland   | Roberto Cammarelle Italien Kubrat Pulew Bulgarien               |

## Medaillenspiegel
| Platz | Land                   | Gold | Silber | Bronze | Medaillen zahl |
| ----- | ---------------------- | ---- | ------ | ------ | -------------- |
| 1     | Kuba                   | 4    | 1      | 3      | 8              |
| 2     | Russland               | 3    | 1      | 1      | 5              |
| 3     | Kasachstan             | 2    | 0      | 3      | 5              |
| 4     | Südkorea               | 1    | 0      | 0      | 1              |
| 4     | Volksrepublik China    | 1    | 0      | 0      | 1              |
| 6     | Aserbaidschan          | 0    | 2      | 1      | 3              |
| 7     | Usbekistan             | 0    | 1      | 2      | 3              |
| 8     | Bulgarien              | 0    | 1      | 1      | 2              |
| 8     | Deutschland            | 0    | 1      | 1      | 2              |
| 10    | Kroatien               | 0    | 1      | 0      | 1              |
| 10    | Ungarn                 | 0    | 1      | 0      | 1              |
| 10    | Belarus                | 0    | 1      | 0      | 1              |
| 10    | Ukraine                | 0    | 1      | 0      | 1              |
| 14    | Vereinigte Staaten     | 0    | 0      | 2      | 2              |
| 14    | Italien                | 0    | 0      | 2      | 2              |
| 16    | Armenien               | 0    | 0      | 1      | 1              |
| 16    | Tadschikistan          | 0    | 0      | 1      | 1              |
| 16    | Frankreich             | 0    | 0      | 1      | 1              |
| 16    | Rumänien               | 0    | 0      | 1      | 1              |
| 16    | Vereinigtes Königreich | 0    | 0      | 1      | 1              |
| 16    | Ägypten                | 0    | 0      | 1      | 1              |
|       | TOTAL                  | 11   | 11     | 22     | 44             |